# 量子隱形傳態
量子遙傳（quantum teleportation），又稱量子隱形傳輸、量子隱形傳送、量子隱形傳態，是一種利用量子纏結來傳送量子態至任意距離的技術。 名詞翻譯可能最早見於 2000 年科學月刊上的文章，因為 tele 字首表示遠方的意思。
量子遙傳並不會傳送任何物質或能量。這樣的技術在量子信息與量子計算上相當有幫助。然而，這方式無法傳遞傳統的資訊，因此無法使用在超光速的通訊上面。量子遙傳與一般所說的瞬間移動沒有關係，量子遙傳無法傳遞系統本身，也無法用來安排分子以在另一端組成物體。
2019年8月18日中国科学技术大学潘建伟、陆朝阳等和奥地利维也纳大学蔡林格(Zeilinger)小组合作，在国际上首次成功实现高维度量子体系的隐形传态。此前的實驗中只能完成二維傳輸，此一突破可以達成任意維度傳輸，向實用化大幅推進。该研究成果发表于国际权威学术期刊《物理评论快报》(PRL)。